# Planodema albopicta
Planodema albopicta là một loài bọ cánh cứng trong họ Cerambycidae.